# Lizonne
Lizonne – rzeka we Francji, przepływająca przez tereny departamentów Dordogne i Charente, o długości 60,5 km. Stanowi dopływ rzeki Dronne.